# (9127) Brucekoehn
(9127) Brucekoehn – planetoida z grupy pasa głównego asteroid okrążająca Słońce w ciągu 5 lat i 247 dni w średniej odległości 3,18 j.a. Została odkryta 30 kwietnia 1998 roku. Przed nadaniem nazwy planetoida nosiła oznaczenie tymczasowe (9127) 1998 HX51.